# تانهاوزن
تانهاوزن (به آلمانی: Tannhausen) یک شهر در آلمان است که در استالبکرایس واقع شده‌است. تانهاوزن ۱٬۸۳۹ نفر جمعیت دارد.